# كأس الاتحاد 1988
كأس الاتحاد 1988 (بالإنجليزية: 1988 Federation Cup)‏ هو الموسم 26 من  كأس فيد لكرة المضرب، أقيم خلال الفترة الممتدة من  4 إلى 11 ديسمبر 1988، وفاز فيه منتخب تشيكوسلوفاكيا لكأس فيد.